# Bio-hidrogénio

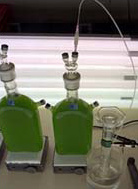
Produção de hidrogénio através de algas.

Bio-hidrogénio é o hidrogénio produzido através de processos biológicos.
A produção de bio-hidrogénio combinada com o tratamento de resíduos orgânicos integra os princípios do desenvolvimento sustentado e da minimização e tratamento de resíduos, numa clara aproximação às chamadas tecnologias verdes.

## Produção biológica de hidrogênio
Produção hidrogênio biológico é feito em um biorreator baseado na produção de hidrogênio por algas. Algas produzem hidrogênio sob certas condições. No final dos anos 90, foi descoberto que se algas são desprovidas de enxofre elas trocarão a produção de oxigênio, como um fotossíntese normal, para produção de hidrogênio.

### Economia
Com os relatórios actuais sobre o biohidrogénio à base de algas, seriam necessários cerca de 25 000 quilómetros quadrados de cultivo de algas para produzir biohidrogénio equivalente à energia fornecida pela gasolina só nos EUA.  Esta área representa aproximadamente 10% da área dedicada à cultura da soja nos EUA

### Problemas de conceção dos biorreactores
- Restrição da produção fotossintética de hidrogénio pela acumulação de um gradiente de protões.
- Inibição competitiva da produção fotossintética de hidrogénio pelo dióxido de carbono.
- Necessidade de ligação de bicarbonato no fotossistema II (PSII) para atividade fotossintética eficiente.
- Drenagem competitiva de electrões pelo oxigénio na produção de hidrogénio pelas algas.
- A economia deve atingir um preço competitivo em relação a outras fontes de energia e a economia depende de vários parâmetros.
- Um grande obstáculo técnico é a eficiência na conversão da energia solar em energia química armazenada no hidrogénio molecular.

Estão em curso tentativas para resolver estes problemas através da bioengenharia.

## Produção por cianobactérias
A produção biológica de hidrogénio também é observada em fixadores de azoto cianobactérias. Estes microrganismos podem crescer formando filamentos. Em condições de limitação de azoto, algumas células podem especializar-se e formar heterocistos, o que garante um espaço intracelular anaeróbio para facilitar a fixação de N2 pela enzima nitrogenase expressa também no seu interior.
Em condições de fixação de azoto, a enzima nitrogenase aceita electrões e consome ATP para quebrar a ligação tripla de dinitrogénio e reduzi-la a amoníaco. 
Durante o ciclo catalítico da enzima azotase, é também produzido hidrogénio molecular.
N2 + 8 H+ + 8NAD(P)H + 16 ATP-> 2 NH3 + H2 + 16 ADP + 16 Pi + 8 NAD(P)+
No entanto, uma vez que a produção de H2 constitui uma importante perda de energia para as células, a maioria das cianobactérias fixadoras de azoto possui também pelo menos uma hidrogenase de captação. As hidrogenases de captação apresentam uma tendência catalítica para a oxidação do oxigénio, pelo que podem assimilar o H2 produzido como forma de recuperar parte da energia investida durante o processo de fixação do azoto.